# John Hilliard
 (mars 2017).
Si vous disposez d'ouvrages ou d'articles de référence ou si vous connaissez des sites web de qualité traitant du thème abordé ici, merci de compléter l'article en donnant les références utiles à sa vérifiabilité et en les liant à la section « Notes et références ».
John Hilliard est un photographe et un artiste conceptuel, né en 1945 à Lancaster (Royaume-Uni).

## Biographie
Enfant, il est passionné par les trains et s'intéresse à la photographie pour les représenter. Il apprend les rudiments de la prise de vue et du développement de la photographie argentique noir et blanc avec un de ses voisins.
Entre 1962 et 1964, il étudie au Lancaster College of Arts (Lancaster, Royaume-Uni). Puis, entre 1964 et 1967, il étudie la sculpture à la Saint Martin School of Art (Londres). En 1965, il réalise un voyage scolaire aux États-Unis. La pédagogie de Saint Martin est centrée sur la créativité des étudiants et non l'apprentissage de méthodes de travail. Il y apprend donc à formuler et produire ses propres idées.
En sortant de l'école, il travaille comme ouvrier au parc de Kilburn (Londres) avant de rejoindre un studio aux environs de Parliament Hill (Londres). Il continue alors de développer son travail de sculpture et s'intéresse de nouveau à la photographie pour en conserver la trace. À partir de 1968, il étudie le lien entre sculpture et photographie, puis commence à créer des sculptures dans l'unique but de les photographier. En 1969, il produit sa première œuvre répondant à ce concept : 765 Paper Balls. Dans les années 1970, il questionne la fidélité de la photographie comme outil de représentation, notamment en tant qu'image unique, ainsi que son objectivité intrinsèque au moyen de l'étude des choix subjectifs du photographe durant les processus de prise de vue et de développement de la photographie argentique noir et blanc. Il étudie le potentiel de manipulation inhérent à l'usage de l'outil photographique.
À partir de 1970, il est représenté par la galerie Lisson (Londres). Puis, à partir de 1976, par la galerie Durand-Dessert (Paris). Entre 1976 et 1978, il devient Northern Art Fellow in Visual Art à l'université de Newcastle upon Tyne (Royaume-Uni).
Au début des années 1980, il continue ses investigations photographiques avec la photographie couleur et en essayant des superpositions et juxtapositions d'images traitées différemment. Il s'essaye notamment au procédé Scanachromme à base de fibre optique permettant l'accentuation locale de certains contrastes colorés. En 1986, il reçoit la médaille David Octavius Hill de la part de la Deutsche Fotografische Akademie (Allemagne). Dans les années 1990, il expérimente la notion d'occultation en cachant certaines zones de ses photographies dans le but de perturber l'expérience spectatorielle. Puis il réfléchit à l'importance de la taille du tirage photographique et imprime ses images sur de très larges supports en toile ou en vinyle dans le but de se rapprocher de l'art des peintures murales.
Parallèlement à son travail d'auteur, il enseigne un temps à la Camberwell School for Arts and Crafts (Londres), au Chelsea College of Arts (Londres), ainsi qu'à la Jan van Eyck Academie (Amsterdam). Puis, dans les années 2000, à la Slade School of Fine Arts, University College London (UCL, Londres) où il est directeur du diplôme de Fine Art Media, directeur des études supérieures, et tuteur pour des étudiants diplômés.
En 2010, il reçoit le titre de professeur émérite de la Slade School of Fine Arts.